# Mieczysław Hertz
Mieczysław Hertz (ur. 2 stycznia 1870 w Warszawie, zm. 18 stycznia 1943 tamże) – polski kupiec, historyk, literat, działacz gospodarczy, społeczny i samorządowy związany z Łodzią, autor wspomnień poświęconych wydarzeniom I wojny światowej w Łodzi. Ojciec Zygmunta Hertza, współzałożyciela paryskiej „Kultury”. Ofiara Holocaustu.

## Życiorys

### Młodość i wykształcenie
Pochodził z warszawskiej rodziny zasymilowanych Żydów. Jego ojciec, Maksymilian (Monas) Hertz, absolwent Szkoły Rabinów w Warszawie, był lekarzem, związanym z PPS-Lewicą, który zasłynął zebraniem 80 000 rubli na rzecz Domu Sierot przy ul. Krochmalnej 92 w Warszawie, prowadzonego przez Janusza Korczaka i Stefanię Wilczyńską. Mieczysław Hertz uczęszczał kolejno do gimnazjów w Warszawie i Tartu (wówczas miasto nosiło nazwę Derpt). Następnie, od 1890 roku, studiował na Wydziale Handlowym Politechniki w Rydze, który ukończył w 1894 roku. Podczas studiów należał do korporacji akademickiej Arkonia (został przyjęty w 1890 roku z numerem ewidencyjnym 461). Według Wiesława Pusia ukończył ponadto Wyższą Szkołę Ekonomiczną w Berlinie (rok ukończenia nie został podany, brak też potwierdzenia tego faktu w innych źródłach).

### Pierwsze lata w Łodzi
Z Łodzią związał się w 1892 (lub 1894) roku, kiedy przybył tu po studiach i założył biuro handlowe. Według Pawła Spodenkiewicza, publicysty i socjologa z Biura Edukacji Publicznej łódzkiego oddziału IPN, nie można wykluczyć, że Hertz zdecydował przenieść się do Łodzi z powodu rodzinnych koligacji (był spokrewniony z Leonią Poznańską de domo Hertz, żoną jednego z łódzkich „królów bawełny” Izraela Poznańskiego, oraz jego zięciem – Jakubem Hertzem).
W 1899 roku, wraz z Alfredem Biedermannem, Juliuszem Teodorem Heinzlem i A. Laubem, założył Towarzystwo Akcyjne „Warrant” (działające do 1938 roku), które prowadziło składy towarowe (skład własny firmy mieścił się u zbiegu ulic Targowej i Wodnej), finansowało zakup bawełny i organizowało spedycję towarów, a w czasie I wojny światowej użyczało bezpłatnie pomieszczeń Sekcji Zaprowiantowania Miasta. Zasiadał też w Zarządzie Towarzystwa Akcyjnego Suchedniowskiej Fabryki Odlewów.
W pierwszych latach pobytu w Łodzi Hertz, oprócz rozwijania działalności gospodarczej, zajmował się także własnymi zamiłowaniami artystycznymi. Napisał baśń dramatyczną Ananke, którą w 1901 roku zgłosił do Konkursu Dramatycznego im. Henryka Sienkiewicza, ogłoszonego na przełomie września i października przez redakcję łódzkiego dziennika „Rozwój” z okazji otwarcia przez Fryderyka Sellina starego Teatru Wielkiego w Łodzi (patron konkursu zasiadał w jury i ofiarował 100 rubli na nagrody). Konkurs został rozstrzygnięty 12 lutego 1903 roku. Dramat Hertza zdobył w nim wyróżnienie wśród 87 nadesłanych utworów (mimo że jury nie znalazło wśród nich sztuki bezwzględnie dobrej, kilkakrotnie rozważało przyznanie Ananke nagrody głównej w wysokości 1000 rubli i uznało jej autora za poważnego artystę).
Premiera sztuki odbyła się w tym samym roku na deskach łódzkiego teatru „Victoria” przy ul. Piotrkowskiej 67. Spektakl był także wystawiany w teatrach Warszawy (gdzie spotkał się z chłodnym przyjęciem widzów, choć recenzent – Władysław Bogusławski – nazwał dzieło Hertza pięknym utworem) i Lwowa.
Zachęcony sukcesem Ananke, Mieczysław Hertz napisał w 1904 roku kolejną sztukę – baśń dramatyczną w czterech aktach Lubczyk, której premiera odbyła się 21 stycznia 1905 roku w łódzkim starym Teatrze Wielkim (Teatrze Wielkim Fryderyka Sellina) przy ul. Konstantynowskiej 14 (ob. ul. Legionów). Po premierze krytyk teatralny Stanisław Łąpiński napisał na łamach „Rozwoju” m.in.:

„Po «Ananke» oczekiwaliśmy od p. Mieczysława Hertza coś silnego, utworu, który by zaznaczył rozwój talentu jej autora, krok naprzód w jego twórczości. Tymczasem «Lubczyk» jest o wiele słabszym, pozbawionym akcyi i kolizyj dramatycznych, a całą sprawę ratuje tylko kilka sytuacyj zręcznie i efektownie pomyślanych [...].
Język poprawny, styl barwny, dużo odczucia natury, poetyczne porównania, oto jedyne zalety «Lubczyka», któremu niestety nie można wróżyć dłuższego żywota na scenie.”

W pierwszych latach XX w. Hertz należał (razem z bratem stryjecznym, Pawłem) do zespołu redagującego dziennik „Goniec Łódzki”. Od 1905 roku, także z bratem stryjecznym, brał aktywny udział w pracach Towarzystwa Popierania Szkół Średnich „Uczelnia”, które w 1906 roku otworzyło Gimnazjum Polskie w Łodzi – pierwszą państwową polską szkołę średnią w mieście (obecnie I Liceum Ogólnokształcące im. Mikołaja Kopernika). Wstąpił również do założonego przez Mieczysława Kaufmana w 1906 roku Towarzystwa Krzewienia Oświaty w Łodzi, które m.in. rozwijało w mieście sieć bezpłatnych bibliotek publicznych, później został członkiem zarządu TKO. W 1913 roku został członkiem Polskiego Towarzystwa Teatralnego, w latach późniejszych – jego wiceprezesem.

### Okres I wojny światowej
Po wybuchu I wojny światowej Mieczysław Hertz pomagał w organizacji powołanego 3 sierpnia 1914 roku pod przewodnictwem Alfreda Biedermanna Komitetu Obywatelskiego m. Łodzi (przekształconego 10 sierpnia w Główny Komitet Obywatelski m. Łodzi), urzędującego w siedzibie Towarzystwa Akcyjnego Polskie Zakłady Elektrotechniczne „Siemens” przy ul. Piotrkowskiej 96. Celem działania KO m. Łodzi było współdziałanie z władzami w utrzymaniu wśród współobywateli spokoju i bezpieczeństwa, jak napisano w opublikowanej w prasie Odezwie do Obywateli.
Wstąpił do milicji powołanej 10 sierpnia jako Centralny Komitet Milicji Obywatelskiej przy GKO m. Łodzi. 13 sierpnia, jako przedstawiciel CKMO, wygłosił na nowym cmentarzu żydowskim mowę pogrzebową nad trumną Tanchego Weingartena – milicjanta, który w wyniku ran zadanych przez Jana Przybylskiego podczas zatrzymania 11 sierpnia na ul. Aleksandrowskiej (ob. ul. Limanowskiego), zmarł w Szpitalu dla Starozakonnych m. Łodzi imienia Izraela i Leonii małżonków Poznańskich (ob. Uniwersytecki Szpital Kliniczny nr 3 im. dr. S. Sterlinga). Nieco później Hertz objął stanowisko kierownika Wydziału Przepustek CKMO, powołanego w październiku 1914 roku.
Aktywnie działał w utworzonym przy GKO m. Łodzi i przez niego dotowanym Komitecie Obywatelskim Niesienia Pomocy Biednym, któremu przewodniczył pastor Rudolf Gundlach – wraz z ks. Wacławem Wyrzykowskim i pastorem Ottonem Fryderykiem Krenzem zasiadał w zarządzie KONPB V dzielnicy, obejmującej obszar ograniczony ulicami: Piotrkowską/Petrikauer Str. – Andrzeja/Andreasstr. (ob. Struga) – Łąkową/Wiesenstr. – Karolewską/Karolewer Str. (wraz z terenem dworca Łódź Kaliska) – Łąkową/Wiesenstr. – św. Anny/Annenstr. (ob. al. Mickiewicza), podzielony na 15 poddzielnic. Biuro zarządu KONPB V dzielnicy mieściło się przy ul. Piotrkowskiej 97, zaś skład – w nieistniejącej dziś posesji pod numerem 157 przy tejże ulicy.
Po zajęciu miasta 6 grudnia 1914 roku przez wojska niemieckie wizytował z ramienia ówczesnych władz tereny pobojowiska po bitwie pod Łodzią. Odnotował wówczas:

„Rozpoczęły się wędrówki na pobojowiska. Zabierano na pamiątkę szczątki szrapneli, ładownice, połamane bagnety, a przedewszystkiem listy żołnierskie, niemieckie i rosyjskie. Miałem w ręku list z głębokiej Rosji. Trudno było go odczytać, gdyż był pisany niewprawną ręką. Donoszono, że wszyscy są zdrowi i życzą odbiorcy listu również zdrowia, że krowa sąsiada się ocieliła, że Matriona wyszła zamąż... Wstrząsająca była ta proza życia w zestawieniu z tragedją żołnierza, który zdala od domu umiera. [...] Mordowali się oni wzajemnie na tej ziemi, którą ograbili z wolności Wielka Katarzyna i Wielki Fryderyk.”

7 lipca 1915 roku Mieczysław Hertz znalazł się w składzie nowej, powołanej przez niemieckie władze okupacyjne, 36-osobowej Rady Miejskiej, złożonej w równych proporcjach z Polaków, Niemców i Żydów. Powołanym radnym groziły – w razie odmowy przyjęcia mandatu – szykany i wysokie kary grzywny. W takim składzie rada działała przez półtora roku.
W sierpniu 1916 roku Hertz został członkiem powołanej wówczas, pod przewodnictwem Emila Hirszberga, Komisji Szacunkowej Miejskiej w Łodzi (z siedzibą w kamienicy Teodora Steigerta przy ul. Piotrkowskiej 90), podległej Wydziałowi Rejestracji Strat Wojennych przy Radzie Głównej Opiekuńczej w Warszawie. Z inicjatywy Hertza Główna Komisja Szacunkowa Miejska w Warszawie wyraziła zgodę także na rejestrację strat poniesionych na zdrowiu przez tych łodzian, którzy zostali przez niemieckie władze okupacyjne wysłani do robót przymusowych. Zebrane wtedy przez łódzką KSzM dane, w tym liczne zeznania świadków – robotników przymusowych, posłużyły Hertzowi do napisania i opublikowania tuż po wojnie pracy poświęconej jednemu z batalionów robotniczych.
Mieczysław Hertz był jednym z 73 łódzkich sygnatariuszy Komunikatu łódzkiego z 22 listopada 1916 roku, opublikowanego w formie listu otwartego, wyrażającego stanowisko środowiska inteligenckiego Łodzi, Pabianic i Zgierza w sprawie niezwłocznego powołania Rady Stanu.
W dniach 15–21 stycznia 1917 roku przeprowadzone zostały w Łodzi wybory nowego składu rady miasta na podstawie Ordynacji wyborczej dla miast Jenerał-Gubernatorstwa Warszawskiego. W ich wyniku Hertz zdobył mandat radnego Rady Miejskiej w Łodzi z listy nr 10 Polskiego Komitetu Wyborczego w tzw. I kurii (inteligenckiej). Nowa rada rozpoczęła działalność 23 maja 1917 roku na posiedzeniu inauguracyjnym w sali Towarzystwa Kredytowego Miejskiego w gmachu przy ul. Średniej 17 (wówczas Mittelstraße, ob. ul. Pomorska 21), a zakończyła ją w lutym 1919 roku. Działalność Hertza w radzie cechowała postawa asymilacyjna – wstąpił do Koła Radnych Polaków (Koła Polskiego), w którym wybrano go przewodniczącym, sprzeciwiał się polityce ugrupowań żydowskich (m.in. Bundu) dążących do autonomii kulturalnej i domagających się prawa do używania języka jidysz w szkołach i urzędach.
Należał do grupy radnych (m.in. z Eugeniuszem Krasuskim i Aleksym Rżewskim), która opracowała koncepcję ustanowienia Urzędu Statystycznego Miejskiego przy Zarządzie m. Łodzi. Memoriał i wniosek w tej sprawie został zgłoszony 19 września 1917 roku i przyjęty przez Radę Miejską w Łodzi. Hertz wszedł następnie w skład komisji powołanej do zorganizowania Wydziału Statystycznego. Wydział rozpoczął pracę z dniem 1 stycznia 1918 roku, a Hertz został wówczas członkiem dokooptowanym delegacji nadzorującej jego pracę.

### Okres międzywojenny
Przez cały okres międzywojenny Mieczysław Hertz w dalszym ciągu prowadził biuro handlowe. Był między innymi przedstawicielem handlowym belgijskiej firmy chemicznej Solvay SA produkującej sodę kaustyczną, Biura Sprzedaży Wyrobów Fabryk Jutowych, częstochowskiej spółki akcyjnej „Stradom”, częstochowskiej Fabryki Papieru i Młynów Walcowych Karola Ginsberga i Berka Kohna oraz Towarzystwa Akcyjnego Sosnowieckich Fabryk Rur i Żelaza. W biurze zatrudnił również swego syna.
Zasiadał w Zarządzie Towarzystwa Akcyjnego Zakładów Chemicznych „Strem” z siedzibą w Warszawie. Był członkiem zarządu Łódzkiego Towarzystwa Wzajemnego Kredytu, założonego w 1897 roku przez przedsiębiorców żydowskich.
We wrześniu 1920 roku został wybrany ławnikiem Sądu Okręgowego w Łodzi.
W sierpniu 1921 roku z wielkim zapałem i oddaniem sprawie prowadził szkolenia komisarzy spisowych przed Pierwszym Powszechnym Spisem Ludności, przeprowadzonym 30 września tegoż roku.
W 1929 roku, jako radca handlowy, reprezentował Izbę Przemysłowo-Handlową w Łodzi na I Kongresie Izb Przemysłowo-Handlowych we Lwowie, gdzie wygłosił referat Konsekwencje gospodarcze naszych zmian koniunkturalnych. Był zastępcą delegata IPH do Państwowej Rady Kolejowej i członkiem podkomisji do spraw przędzy bawełnianej przy Komisji Polityki Gospodarczej i Eksportowej. 28 maja 1931 roku został jednogłośnie wybrany wiceprezesem sekcji handlowej IPH, którą to funkcję pełnił do początku października 1939 roku. 23 października 1934 roku przewodniczył polsko-angielskiej konferencji zorganizowanej w siedzibie IPH w Łodzi, poświęconej współpracy angielskiego przemysłu włókienniczego z przemysłem polskim. Działał także w Stowarzyszeniu Kupców m. Łodzi, a 6 czerwca 1935 roku został wiceprezesem jego Zarządu. Po śmierci Józefa Sachsa objął na przełomie maja i czerwca 1931 roku stanowisko redaktora naczelnego „Głosu Kupiectwa” – organu prasowego stowarzyszenia.
W latach 30. zasiadał we władzach Spółki Akcyjnej Przemysłu Cementowego „Wiek” w Ogrodzieńcu. W połowie 1937 roku skrajnie nacjonalistyczne pismo „Falanga” (organ Ruchu Narodowo-Radykalnego Falanga), w artykule o antysemickim wydźwięku, wymieniało Mieczysława Hertza wśród członków rady nadzorczej Spółki Akcyjnej Przemysłu Cementowego „Wiek” z siedzibą w Warszawie.
Oprócz działalności gospodarczej był znanym społecznikiem oraz działaczem kulturalnym. Z zamiłowania zajmował się statystyką. Po zakończeniu wojny wystąpił z inicjatywą zorganizowania w Łodzi pierwszego ogólnopolskiego zjazdu statystyków (planowany pierwotnie na styczeń 1920, ostatecznie odbył się w maju tegoż roku w Warszawie). W 1919 roku opublikował Porównawcze zestawienie danych o ruchu ludności m. Łodzi w pierwszej połowie lat 1918 i 1919 – po latach uznane przez byłego prezydenta Łodzi Aleksego Rżewskiego za pierwszą monografię statystyczną poświęconą Łodzi. W czerwcu 1920 roku został mianowany zastępcą reprezentanta magistratu (dr. Stefana Kopcińskiego) w Głównej Radzie Statystycznej przy Głównym Urzędzie Statystycznym, powołanej reskryptem Rady Ministrów z 19 lipca 1920 roku. W 1922 roku był jednym z autorów publikacji określanej jako pierwszy łódzki rocznik statystyczny, zatytułowanej Statystyka miasta Łodzi 1918–1920. W 1937 roku Aleksy Rżewski nazwał go w swej pracy poświęconej statystyce łódzkiej właściwym inicjatorem badań [statystycznych] nad zagadnieniem alkoholizmu w Łodzi. W latach 1938–1939 (i prawdopodobnie wcześniej) Mieczysław Hertz był członkiem zwyczajnym Polskiego Towarzystwa Statystycznego.
Pisał też książki z zakresu historii Łodzi podczas I wojny światowej. W 1920 roku opublikował pracę Łódzki Bataljon Robotniczy. Z. A.B. 23, zawierającą m.in. zeznania poszkodowanych polskich robotników przymusowych złożone przed Komisją Szacunkową Miejską w Łodzi, a także wiele niemieckich dokumentów źródłowych. W 1933 roku, staraniem łódzkiego oddziału Polskiego Towarzystwa Historycznego, ukazała się książka Łódź w czasie Wielkiej Wojny, będąca szczegółową relacją Mieczysława Hertza z wydarzeń w mieście w czasie I wojny światowej, wraz z analizą ich skutków dla miasta. Przez wiele lat należała ona do głównych źródeł wiedzy o dziejach Łodzi w tym okresie i nadal historycy doceniają jej wartość.
Ponadto Hertz przystąpił do utworzonego w 1927 roku łódzkiego oddziału Polskiego Towarzystwa Historycznego, był współzałożycielem Towarzystwa Przyjaciół Łodzi (powstałego w maju 1936 i zarejestrowanego w 1937 roku) i został wybrany do pierwszego składu jego Zarządu. W marcu 1937 roku był również współzałożycielem Towarzystwa Przyjaciół Nauk w Łodzi. Podejmował także działania na rzecz utworzenia w Łodzi Wyższej Szkoły Handlowej.
Za zasługi na polu pracy społecznej i zawodowej został odznaczony w listopadzie 1938 roku Krzyżem Kawalerskim Orderu Odrodzenia Polski.

### Okres II wojny światowej
5 listopada 1939 roku, jako jeden z 30 wybitnych przedstawicieli łódzkiej społeczności żydowskiej, Mieczysław Hertz został wytypowany na członka 1. Rady Starszych Gminy Żydowskiej w okupowanej Łodzi (Beirat, także Bajrat, Rada Przyboczna, Ältestenrat), utworzonej na polecenie niemieckich władz okupacyjnych przez wyznaczonego do tego celu Chaima Rumkowskiego, a 11 listopada 1939 roku aresztowany represyjnie wraz ze wszystkimi członkami tej Rady, która miała odbyć swoje pierwsze posiedzenie. Aresztowanie miało miejsce w ramach rozpoczętej dwa dni wcześniej akcji Gestapo (Intelligenzaktion Litzmannstadt), skierowanej przeciwko inteligencji Łodzi i okręgu łódzkiego. Wszystkich członków Rady oraz pozostałych aresztowanych osadzono w obozie przejściowym w fabryce Michała Glazera na Radogoszczu w Łodzi, przy ul. Krakowskiej 55 (obecnie teren Fabryki Pierścieni Tłokowych „Prima” przy ul. Liściastej 17).
Podczas pobytu w obozie został rozpoznany przez niektórych członków załogi obozu jako autor przedwojennych publikacji opisujących okres I wojny światowej (były one bardzo krytyczne wobec Niemców, autor apelował w nich o odszkodowania dla tych rodzin, których żywiciele zmarli na ciężkich robotach przymusowych w Niemczech). Efektem rozpoznania było znęcanie się nad nim. Prawie siedemdziesięcioletni Hertz musiał czołgać się na brzuchu naokoło sali, wygrzebywać palcami dołki w twardej nawierzchni po to, aby pokaleczyć sobie palce i ręce. Niemcy z całą nienawiścią odnosili się do Hertza. Widać łódzcy volksdeutsche „dobre go popisali”.
Według Zofii Hertz, w nieustalonych okolicznościach po kilku tygodniach został z obozu deportowany do Generalnego Gubernatorstwa i wywieziony transportem wysiedleńczym do Krakowa. Stąd po jakimś czasie wyjechał do Warszawy, do swojej córki Anieli lub siostry Amelii. Tam, w niewyjaśnionych okolicznościach, znalazł się w getcie warszawskim i został zastrzelony 18 stycznia 1943 roku na Umschlagplatzu. Według relacji Eugeniusza Grasberga, do ostatnich dni życia pracował nad dziełem o historii gospodarczej warszawskiego getta w oparciu o dokumenty uzyskane z Judenratu.

## Życie prywatne

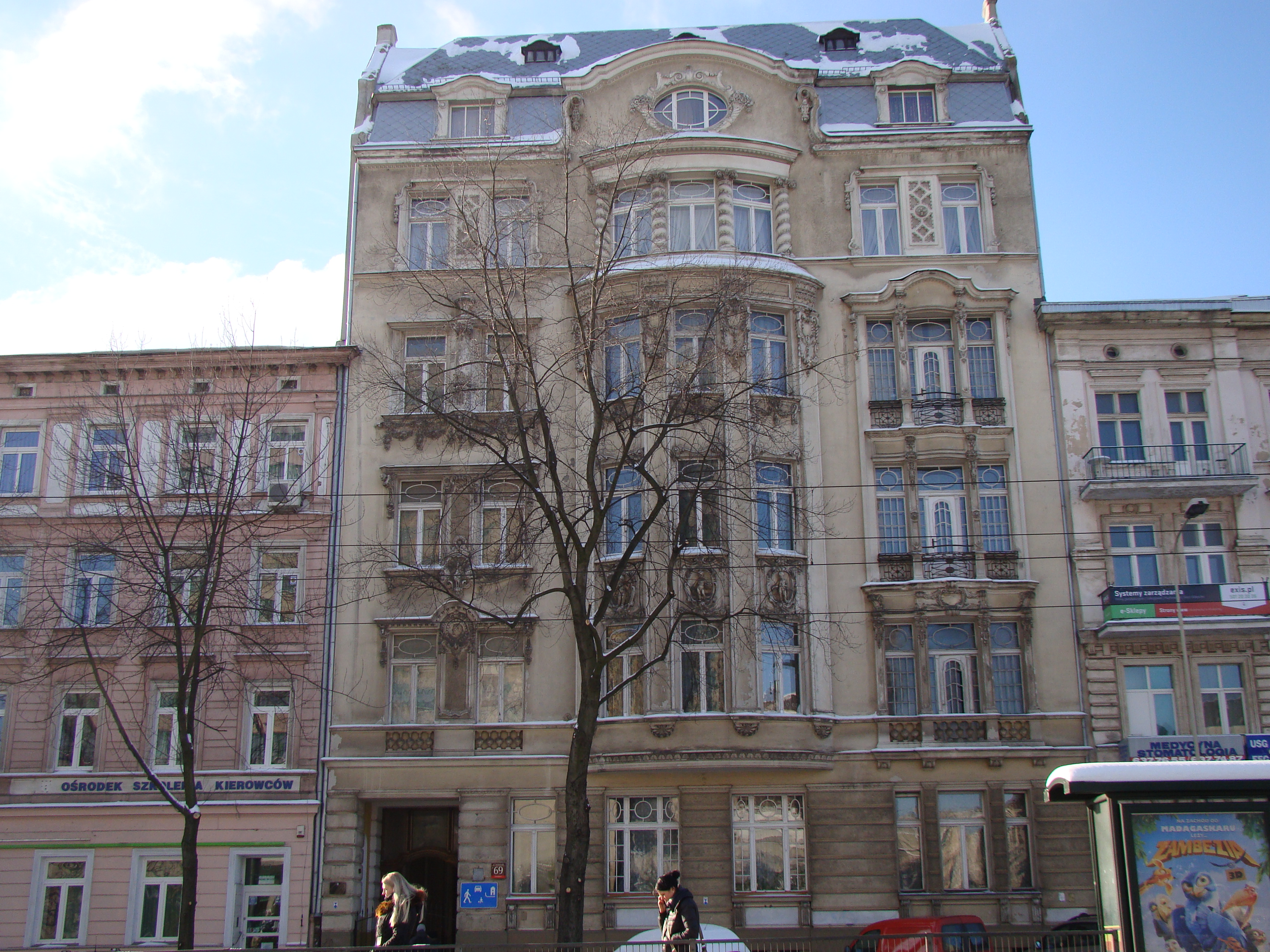
Kamienica przy al. Kościuszki 69 w Łodzi – miejsce zamieszkania Mieczysława Hertza i jego syna Zygmunta (styczeń 2013)

Mieczysław Hertz miał czworo rodzeństwa:
- najstarsza siostra – Dorota (ur. 1871) – była pierwszą żoną Zygmunta Toeplitza, zginęła w wypadku w Alpach w 1907 roku[86],
- młodsza siostra – Cecylia[i] Ernestyna (ur. 1872, po mężu Oderfeldowa) – prowadziła tajne nauczanie w okresie zaborów[5], działała w zakresie oświaty wśród ludności żydowskiej, była współzałożycielką towarzystwa „Paath” („Wiedza”)[87], współautorką (z Jerzym Bilisem) wydanej w latach 30. XX w. Arytmetyki na wesoło i właścicielką praw patentowych do tablicy przedstawiającej poglądowo zmienność pola prostokąta przy stałym obwodzie (patent nr 42n 6935 z 5 listopada 1937)[88]; zmarła w getcie w listopadzie 1941 roku[80],
- najmłodsza siostra – Amelia (ur. 1879)[89] – była egiptologiem i asyrologiem, autorką wielu publikacji z tych dziedzin, ale także autorką dramatów i współautorką (z Janiną Rosen-Przeworską) powieści dla młodzieży o starożytnym Egipcie Od Wisły do Nilu (1939); aresztowana w 1941, zginęła na Pawiaku w 1942 roku[90],
- brat – Leon (ur. 1884) – inżynier chemik, w latach 1930–1936 był dyrektorem zakładów cementowych „Solvay” w Grodźcu i Borku Fałęckim, a od maja 1939 roku w Stanisławowie. Został zamordowany przez hitlerowców w 1941 roku w Stanisławowie. Ojciec Janiny (pisarki) i Anny.

W 1901 roku ożenił się z Marią  de domo Maybaum. Mieli dwoje dzieci: syna Zygmunta i córkę Anielę (po mężu Olszewską). Małżeństwo rozpadło się w 1918 lub 1920 roku. W okresie międzywojennym Mieczysław Hertz mieszkał wraz z synem przy al. Kościuszki 69 (gdzie mieściło się także jego biuro handlowe). Synowa Mieczysława Hertza – Zofia Hertz de domo Neuding – 13 maja 1933 roku, jako pierwsza kobieta w Łodzi zdała egzamin na stanowisko notariusza. Po II wojnie światowej wraz z mężem Zygmuntem byli współtwórcami Instytutu Literackiego, najbliższymi współpracownikami Jerzego Giedroycia.

## Publikacje
- Budżety Wojenne m. Łodzi za 1914/15, 1915/16, 1916/17, 1917/18 i 1918/19, w: Praca zbiorowa: Informator m. Łodzi z kalendarzem na rok 1919, Łódź, 1919, s. 59–69.
- Porównawcze zestawienie danych o ruchu ludności m. Łodzi w pierwszej połowie lat 1918 i 1919, w: Praca zbiorowa: Informator m. Łodzi z kalendarzem na rok 1920, Łódź, 1920, s. 102–114.
- Łódzki Bataljon Robotniczy. Z. A.B. 23[g], Łódź, 1920.
- Ze statystyki m. Łodzi w trzyleciu 1918–1920. Elektrownia Łódzka w latach 1918–1920, w: „Dziennik Zarządu m. Łodzi”, R. IV, nr 19 (135) z 9 maja 1922, s. 6–8.
- Statystyka miasta Łodzi 1918–1920, Łódź, 1922 (współautor).
- Łódź w czasie Wielkiej Wojny, Łódź, 1933 (wznowienie pośmiertne pt. Łódź podczas Wielkiej Wojny jako główna część publikacji pod red. Małgorzaty Danowskiej Bezbronne miasto. Łódź 1914–1918, Łódź, 2014, s. 24–279).
- Znaczenie łódzkiego okręgu gospodarczego i jego upośledzenie, Łódź, 1935.

## Odznaczenia
- Krzyż Kawalerski Orderu Odrodzenia Polski[h][79].

## Upamiętnienie
- Wiosną 2016 roku reżyser Jacek Orłowski założył fundację Instytut Teatralny im. Mieczysława Hertza (zgody na przyjęcie Hertza jako patrona udzieliła mieszkająca w Łodzi jego prawnuczka), której zadaniem jest skupienie środowiska artystów, teoretyków teatru i literatury, historyków, socjologów, znawców historii Łodzi i ludzi książki w celu prowadzenia akcji społecznej przywracającej społeczną świadomość o miejscach związanych z teatrem, dokumentowanie ich historii i oznaczenie w przestrzeni miasta. Inauguracja działalności fundacji odbyła się 20 października 2016 roku w łódzkim hotelu „Grand”, gdzie w nieczynnej sali teatralnej został wystawiony dramat Ananke Mieczysława Hertza w reżyserii Jacka Orłowskiego w formie łączącej pół-improwizowane performatywne czytanie i spektakl[14][97].
- Od 1 stycznia 2018 roku, na podstawie zarządzenia zastępczego wojewody łódzkiego Zbigniewa Raua, Mieczysław Hertz stał się patronem jednej z łódzkich ulic (wcześniej ul. Lucjana Szenwalda) w dawnej dzielnicy Górna, w obszarze SIM Chojny[98].